# Guilty as Sin
Guilty as Sin is een Amerikaanse misdaadfilm uit 1993 onder regie van Sidney Lumet.

## Verhaal
Een man wordt ervan verdacht dat hij zijn vrouw heeft vermoord. Hij komt terecht bij een advocate die graag carrière wil maken. De man is een rokkenjager en hij vertelt de vrouw dat hij de moord pleegde vanwege een grote som geld. Vervolgens suggereert hij dat hij een affaire heeft met de advocate. Zij begint daardoor te twijfelen of ze hem wel moet verdedigen. Hij vertelt haar zaken die ze niet kan doortellen vanwege het beroepsgeheim. Daarom begint de advocate zelf een onderzoek.

## Rolverdeling
| Acteur             | Personage             |
| ------------------ | --------------------- |
| Rebecca De Mornay  | Jennifer Haines       |
| Don Johnson        | David Edgar Greenhill |
| Stephen Lang       | Phil Garson           |
| Jack Warden        | Moe                   |
| Dana Ivey          | Rechter D. Tompkins   |
| Ron White          | DiAngelo              |
| Norma Dell'Agnese  | Emily                 |
| Sean McCann        | Nolan                 |
| Luis Guzmán        | Lt. Martinez          |
| Robert Kennedy     | Caniff                |
| James Blendick     | McMartin              |
| Tom Butler         | D.A. Heath            |
| Christina Grace    | Miriam Langford       |
| Lynne Cormack      | Esther Rothman        |
| Barbara Eve Harris | Kathleen Bigelow      |